# Knézy Jenő-díj

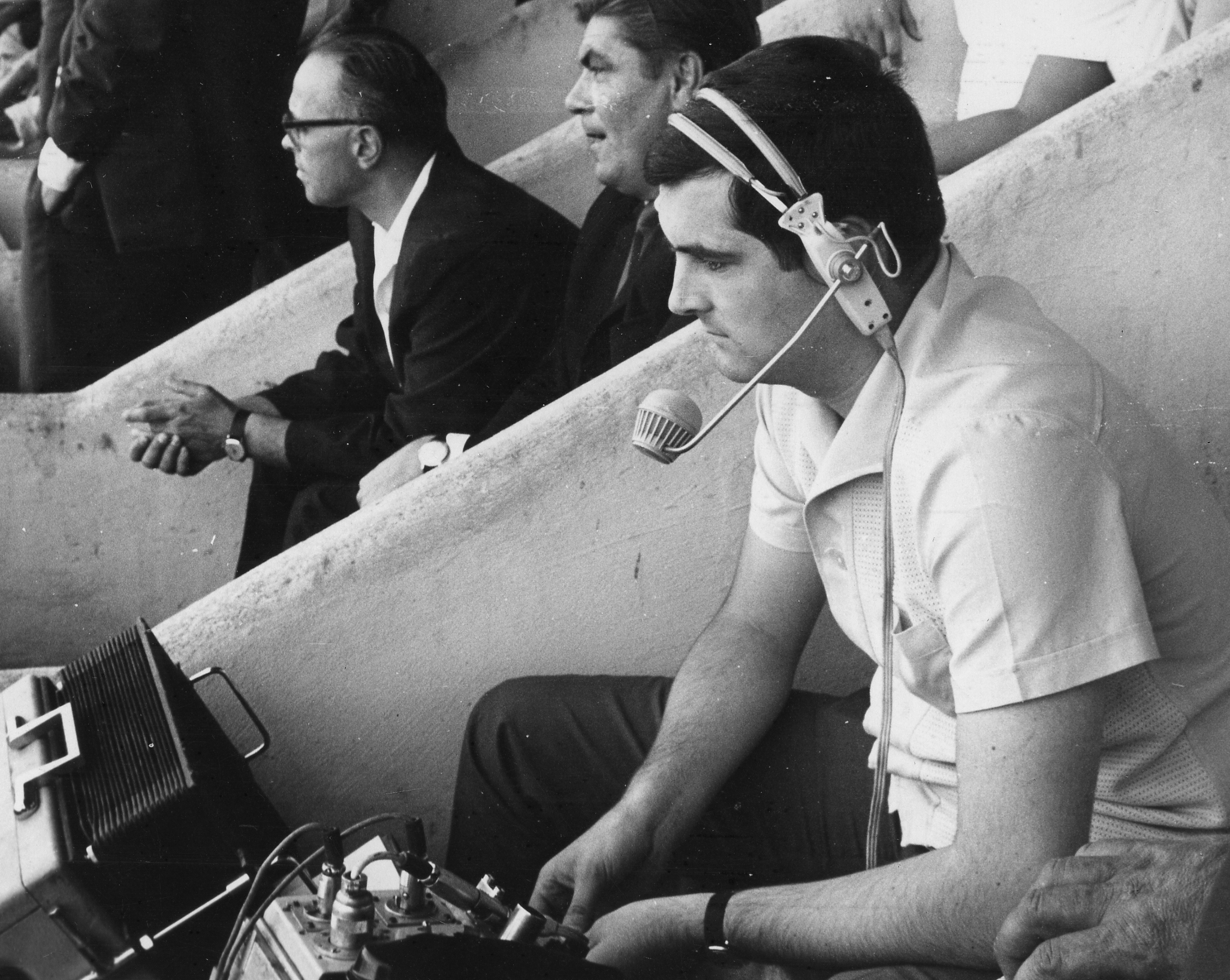
Az elismerés névadója 1984-ben

A Knézy Jenő-díj 2019-től Knézy Jenőnek, a közmédia életműdíjas főmunkatársának, a legendás sportriporternek állít emléket. A sportújságírók elismerését a Duna Médiaszolgáltató Nonprofit Zrt. alapította azok számára, akik példaértékű munkájukkal, tevékenységükkel sokat tettek a közösségükért. A díjhoz tartozó vázákat a Hollóházi Porcelánmanufaktúra készítette.

## Díjazottak
| #  | Év   | Díjazott               |
| -- | ---- | ---------------------- |
| 1. | 2019 | Novotny Zoltán         |
| 2. | 2020 | Vass István Zoltán     |
| 3. | 2021 | Hajdú B. István        |
| 4. | 2022 | Petrovics-Mérei Andrea |
| 5. | 2023 | Vásárhelyi Tamás       |